# Alisha Rees
Alisha Rees (16 de abril de 1999) es una deportista de Reino Unido que compite en atletismo. Ganó una medalla de bronce en el Campeonato Mundial de Atletismo Sub-20 de 2018, en la prueba de 4 × 100 m.